# 보수동
보수동(寶水洞)은 중구의 행정동이다. 법정동은  보수동1가·보수동2가·보수동3가이다.